# Surrender (álbum de The Chemical Brothers)

Surrender es el tercer álbum de The Chemical Brothers y fue puesto en circulación el 21 de junio de 1999. Ofrece como vocalistas invitados a Noel Gallagher (Oasis), Hope Sandoval (anteriormente Mazzy Star) y Bernard Sumner (New Order) . La banda de Leeds The Sunshine Underground tomó su nombre de la sexta pista del álbum.

## Lista de canciones
1. "Music:Response" – 5:19
2. "Under the Influence" – 4:16
3. "Out of Control" – 7:19
  - invitado Bernard Sumner
4. "Orange Wedge" – 3:06
5. "Let Forever Be" – 3:56
  - invitado Noel Gallagher
6. "The Sunshine Underground" – 8:38
7. "Asleep from Day" – 4:47
  - invitado Hope Sandoval
8. "Got Glint?" – 5:26
9. "Hey Boy Hey Girl" – 4:50
10. "Surrender" o "Racing the Tide" on some pressings – 4:30
11. "Dream On" – 6:46
  - invitado Jonathan Donahue
  - Contiene una pista oculta con una repetición de "Dream On"

## Personal
- The Chemical Brothers - Productores
- Steve Dub - Ingeniero
- Jon Collyer, Ray Mascarenas - Asistentes
- Blue Source, The Chemical Brothers - Dirección de arte
- Kate Gibb - Screen Prints
- Bernard Sumner - Voces y guitarras en "Out of Control"
- Bobby Gillespie - Voces adicionales en "Out of Control"
- Noel Gallagher - Voces en "Let Forever Be"
- Hope Sandoval - Voces en "Asleep from Day"
- Jonathan Donahue - Voces, guitarras y piano en "Dream On"